# Romain Charles
Romain Charles est un ingénieur français, diplômé de l'Institut français de mécanique avancée (IFMA) en 2004, originaire de Saint-Germain-d'Anxure, entre Laval et Mayenne dans le département de la Mayenne (53) et vivant à Saint-Malo, Ille-et-Vilaine (35).

## Mars 500
Entre juin 2010 et novembre 2011, il participe au programme expérimental russe Mars 500 qui vise à simuler sur Terre le voyage aller et retour d'un équipage vers la planète Mars. Cette expérimentation propose de s'assurer des capacités physiques et mentales d'êtres humains à résister aux conditions d'enfermement et d'isolement d'un voyage vers Mars, en l'occurrence 520 jours aller-retour.
Le « vaisseau » de 550 m2 installé près de Moscou abrite six astronautes expérimentateurs dont Romain Charles. À ses côtés se trouvent l’Italo-Colombien Diego Urbina, lui aussi sélectionné par l’ESA, les Russes Soukhrob Kamolov, Alexeï Sitev et Alexandre Smoleyevski, ainsi que le Chinois Wang Yue. À bord de l'engin, Romain Charles remplit la mission d'ingénieur de bord.
Lors de « l'épopée martienne », les « astronautes » ont adopté un rythme de vie divisé en tranches de huit heures avec un tiers du temps consacré au travail et aux expériences, un autre tiers réservé aux loisirs (salle de sports, sauna) et un dernier voué au repos.
À quelques jours du terme de l'expérience, le département des sciences de la vie à l'Agence spatiale européenne (ESA), coorganisatrice de l'expérience a déclaré dans un communiqué : " Tout au long de cette expérience, l’équipage est resté soudé et ne s’est pas laissé déstabiliser. Il n’y a pas eu de conflit significatif et ce « voyage » éprouvant s’est déroulé comme s’il s’était agi d’une mission martienne réalisée en conditions réelles avec un véritable équipage". Ce communiqué ajoute que « l’équipage a réalisé des dizaines d’expériences dont les résultats aideront les scientifiques, les ingénieurs et les techniciens à évaluer ce qu’auront à endurer les voyageurs spatiaux du futur. »
Romain Charles a postulé pour la mission en novembre 2009 et a vu sa participation confirmée au printemps 2010. Dans une interview accordée à l'hebdomadaire Le Point juste avant son « embarquement », Romain Charles avoue que ses rêves d'enfant l'emmenaient vers l'Espace. Même s'il avoue, toujours au Point, que sa famille, la lumière du soleil et l'air frais lui manqueront, il se dit « prêt à disparaitre du monde durant un an et demi » pour contribuer à la conquête de Mars. 
Entré dans le simulateur de véhicule spatial le 3 juin 2010, Romain Charles en est sorti le 4 novembre 2011 à 14:00 heure locale (11:00 CET, 10:00 GMT). Le 8 novembre 2011, il a participé à une conférence de presse à Moscou, en présence de l’équipage et des scientifiques responsables de l’expérience.

## Carrière à l'Agence spatiale européenne
L'ingénieur mayennais a été recruté en 2013 par l'Agence spatiale européenne (ESA) comme ingénieur support au corps européen des astronautes (EAC). Romain Charles a été affecté à la mission Proxima, pour aider Thomas Pesquet. Pendant deux ans, il avait pour objectif de faciliter la vie du spationaute. 
Romain sélectionnait pour Thomas les informations (sport surtout), les musiques, facilitait les communications avec sa famille, et goutait ses plats avant qu'ils soient envoyés vers l'ISS.
« Mon rôle est de faciliter la vie quotidienne des astronautes sous différentes formes. Cela concerne les choix de musique qu'il va écouter durant sa mission, mais aussi la nourriture », commente Romain Charles dans des propos rapportés au Courrier de la Mayenne.